# Raymond Plante
Pour les articles homonymes, voir Plante (homonymie).
Raymond Plante, né le 26 juin 1947 à Montréal et mort dans cette même ville d'un infarctus le 15 février 2006, est un écrivain québécois, spécialisé dans la littérature d'enfance et de jeunesse.

## Biographie
Il fait des études en littérature à l'Université du Québec à Montréal.
À partir 1973, il travaille pour la radio. Il écrit, entre autres, des textes pour des émissions telles que Premières, Micro-théâtre et Le Feuilleton. Pour la télévision, il écrit plus de 1 000 textes pour enfants  pour des séries pour enfants, comme Pop citrouille, L'Ingénieux Don Quichotte et Minibus, ou pour adultes, dont Du tac au tac, Poussière d'automne et Le Cœur au mur. Il est aussi l'auteur de plus de 400 chansons pour enfants.
En littérature, il est l'auteur d'une cinquantaine d'œuvres littéraires, surtout destinées à un public adolescent, notamment Le Dernier des raisins (1986), Les Dents de la poule (1992), L'étoile a pleuré rouge (1994) et Marilou Polaire et l'iguane des neiges (1998).
Dans le monde de l'édition, il occupe également le poste de directeur de l'édition aux Éditions du Boréal et s'était joint, peu de temps avant son décès, à l'équipe des Éditions des 400 coups. Invité en résidence d'écrivain en 1989-1990 à l'UQAM, invité d'honneur du Salon du livre de Montréal en 1988, il s'est vu décerner plusieurs distinctions, dont la Médaille d'or de la culture française, remise par la Renaissance française en 1997. Le 15 février 2006, il est foudroyé par une crise cardiaque. Il meurt à l'âge de 59 ans.
Peu avant sa mort, il déposé un dernier manuscrit, Le Chaud Manteau de Léo, paru à titre posthume en mars 2006.

## Œuvre
Sauf mention, tous les titres sont parus aux Éditions du Boréal

### Romans
- La Débarque, L'Actuelle (1974)
- Le Train sauvage, Québec-Amérique (1984)
- Le Vieil Arbre et les amis : souvenir de ma première communion (1976)
- Avec l'été (1991)
- Un singe m'a parlé de toi (1993)

### Ouvrages de littérature d'enfance et de jeunesse

#### SérieFrançois Gougon, le raisin
- Le Dernier des raisins (1986)
- Des hot-dogs sous le soleil (1987)
- Y a-t-il un raisin dans cet avion ? (1988)
- Le raisin devient banane (1989)

#### SérieMarilou Polaire
- Les Manigances de Marilou Polaire, La Courte Échelle (1996)
- Le Grand Rôle de Marilou Polaire, La Courte Échelle (1997)
- Marilou Polaire et l'iguane des neiges, La Courte Échelle (1998)
- Le Long Nez Marilou Polaire, La Courte Échelle (1998)
- Marilou Polaire crie au loup, La Courte Échelle (2000)
- Les Fantaisies de Marilou Polaire, La Courte Échelle (2000)
- Marilou Polaire sur un arbre perché, La Courte Échelle (2001)
- Marilou Polaire et la magie des étoiles, La Courte Échelle (2002)
- Un dromadaire chez Marilou Polaire, La Courte Échelle (2003)
- Marilou Polaire et le petit pois, La Courte Échelle (2006)

#### SérieBébert Waff et les doguadous
- Un canard entre les canines (2004)
- La Vedette de la ronflette (2005)

#### Autres ouvrages de littérature d'enfance et de jeunesse
- Une fenêtre dans ma tête, Éditions La Courte Échelle (1979)
- Monsieur Genou, Québec-Amérique (1981)
- La Machine à beauté, Québec-Amérique (1982)
- Clins d'oeil et Pieds de nez, La Courte Échelle (1982)
- Le Record de Philibert Dupont, Québec-Amérique (1984)
- Le Roi de rien, La Courte Échelle (1988)
- Véloville, La Courte Échelle (1989)
- Caméra, cinéma, tralala, La Courte Échelle (1989)
- Le Chien saucisse et les voleurs de diamants (1991), écrit en collaboration avec André Melançon)
- Les Dents de la poule (1992)
- La Fille en cuir (1993)
- L'étoile rouge a pleuré (1994)
- Un monsieur nommé Piquet qui adorait les animaux, La Courte Échelle (1996)
- Projections privées, La Courte Échelle (1997)
- Élisa de noir et de feu, La Courte Échelle (1998)
- Attention, les murs ont des oreilles, La Courte Échelle (1998)
- La Nomade, La Courte Échelle (1999)
- Les Voyageurs clandestins, La Courte Échelle (2000)
- Novembre, la nuit, La Courte Échelle (2000)
- La Fièvre du Mékong, La Courte Échelle (2000)
- Une barbouillée qui avait perdu son nez, La Courte Échelle (2000)
- Les Rats du Yellow Star, La Courte Échelle (2001)
- La Petite Fille tatouée, La Courte Échelle (2001)
- Baisers voyous, La Courte Échelle (2001)
- Les Veilleuses, La Courte Échelle (2002)
- Une enfance en noir et blanc, Les 400 coups (2002)
- Les Lanternes de Shanghai, La Courte Échelle (2002)
- La Curieuse Invasion de Picots-les-Bains par les zèbres, La Courte Échelle, 2002
- Les Contes du voleur (2004)
- Le Temple de Xéros, La Courte Échelle (2004)
- Le Gros Appétit de Thomas Petit, Les 400 coups (2004)
- Le Crocodile de madame Grimace, Les 400 coups (2005)
- Pas sérieux, Les 400 coups (2006), publication posthume
- Le Chaud Manteau de Léo (2006), publication posthume

### Biographies
- Jacques Plante : derrière le masque, XYZ éditeur (1996)
- Robert Gravel : les pistes du cheval indompté, Les 400 coups (2004), en collaboration avec Yvon Leduc

### Recueil de nouvelles
- Minibus, Québec-Amérique (1985)

### Nouvelle
Retour à Montréal, Moebius, no  107, 2005, p. 91-98.

## Prix et distinctions
- 1974 - Prix de L'Actuelle, La Débarque
- 1982 - Prix Québec-Wallonie-Bruxelles de littérature de jeunesse
- 1982 - Concours littéraire ACELF
- 1986 - Prix de littérature de jeunesse du Conseil des Arts du Canada
- 1987 - Concours littéraire ACELF
- 1988 : (international) « Honour List »[2] de l' IBBY pour Le dernier des raisins
- 1993 - Finaliste au Prix du Gouverneur général, Les Dents de la poule
- 1993 - Prix littéraire Desjardins
- 1994 - Prix 12/17 Brive-Montréal
- 1995 - Prix du livre M. Christie, L'étoile a pleuré rouge
- 1999 - Finaliste au Prix du Gouverneur général, Marilou Polaire et l'iguane des neiges